# Гожойн
Гожойн (порт. Goujoim)  —  район (фрегезия) в Португалии,  входит в округ Визеу. Является составной частью муниципалитета  Армамар. По старому административному делению входил в провинцию Траз-уж-Монтиш и Алту-Дору. Входит в экономико-статистический  субрегион Доуру, который входит в Северный регион. Население составляет 102 человека на 2001 год. Занимает площадь 6,51 км².